# 펑산구 (가오슝시)

펑산 구의 위치

펑산구(한국어: 봉산구, 중국어: 鳳山區, 병음: Fèngshān Qū)는 중화민국 가오슝시의 구이다. 넓이는 26.759km2이고, 인구는 2015년 8월 기준으로 355,568명이다. 가오슝 시로 합병되기 전의 가오슝 현 정부의 소재지였다.

## 지리
펑산 시는 가오슝 시 남서부에 위치하고 동쪽은 다랴오 구, 북쪽은 냐오쑹 구, 서쪽 및 남쪽은 가오슝 시 중심부와 각각 접하고 있다. 고온 다우의 기후로, 연평균 기온은 23℃, 연 강수량은 1,500~2,000mm이다.

## 역사
네덜란드가 통치할 때 현재의 펑산은 퐁소야로 불렸고 타이완에서 인구가 가장 많은 곳 중 하나였다. 청나라 때 봉산현(鳳山縣)은 타이난 시의 남쪽과 산맥의 서쪽을 포함하고 있었다. 1875년에 펑산 현의 남부는 헝춘 현(恆春縣)으로 분리되었다. 20세기 초에 일본 식민 정부가 가오슝 항을 개발하기 시작한 후에 펑산의 중요성은 가오슝시가 대체하게 되었다. 펑산은 원래 가오슝 현의 중심이었지만 점차 가오슝 시의 위성 도시가 되어갔다.

## 교통
- 타이완 철로관리국 핑둥 선
- 가오슝 첩운 귤선
- 국도 1호선